# Heiter bis wolkig (Band)
Heiter bis wolkig (Eigenschreibweise: Heiter bis Wolkig; zwischenzeitlich auch Härter bis wolkig oder kurz HbW) ist eine 1986 gegründete deutsche Punkband und Kabarettgruppe aus Köln. Von 1986 bis 2002 stand die Gruppe bei Touren in Deutschland, Belgien, Brasilien, Österreich und der Schweiz über 1.100 Mal auf der Bühne. Ihre Alben sind eine Mischung aus Punkliedern, Hörspielen und Sketchen.

## Geschichte

### Anfänge und erste Erfolge
Die Band Heiter bis Wolkig ging aus einer Schultheatergruppe mit etwa 16 Mitgliedern hervor, von denen 1986 noch etwa acht Personen die Band gründeten. 1986 trat die Gruppe auf dem Bundesjugendtheatertreffen in Berlin auf. Die Urmitglieder Michael Ochwart und die Geschwister Marco und Marcell Gödde bildeten den Kern der Band, außerdem bis 1994 Wolfgang Schuch (Wolli). Mit wechselnder Besetzung führten sie mehrere Stücke auf und gingen damit auf Tournee. Eines ihrer ersten Demotapes S.E.K. – SonderEinsatzKomödie, das 1990 erschien, verkaufte sich dann über zweitausendmal. Das darauf erhaltene Lied Hey Rote Zora, eine Adaption der Titelmelodie der Pippi-Langstrumpf-Serie, wurde ein Erfolg und ist bis heute eines der beliebtesten Stücke HbWs. Es erschien 1991 als Single.
1992 unterschrieben sie ihren ersten Plattenvertrag beim Weser Label. Im selben Jahr erschien ihre Single Ganz in Schwarz, eine Persiflage von Roy Blacks bekanntem Schlager Ganz in Weiß, bei der sich ein Polizist in ein autonomes Punkermädchen verliebt. Ihr erstes Album Musikka Lustikka, das im Jahr 1993 erschien, konnte sich innerhalb eines Jahres 11.000 Mal verkaufen. Im selben Jahr wurde die Vinylsingle „10 kleine Nazischweine“ gemeinsam mit der Kult-Punk-Band „Slime“ aufgenommen. Das Lied Killer Clowns ist eine Anspielung auf den bekannteren Song der Abstürzenden Brieftauben Das Grauen kehrt zurück und wurde für einen Tribute-Sampler für die Brieftauben aufgenommen.

### Sexismus- und Vergewaltigungsvorwürfe
1994 kam es bei einem Solidaritätskonzert in der Hamburger Roten Flora zu einem Eklat mit autonomen Feministinnen, die Teile des Programms als sexistisch rezipierten. Daraufhin entbrannte eine anhaltende Szene-Kontroverse, die drei Monate später durch einen Vergewaltigungsvorwurf gegen ein Band-Mitglied weiter eskalierte. In der Folge distanzierten sich weite Teile der autonomen Szene von Heiter bis Wolkig, umgekehrt distanzieren sich die Künstler von HbW – bis dato Szeneprotagonisten – seitdem von autonomen Strukturen. Wolli verließ die Band 1994 nach diesen Differenzen um Sexismus- und Vergewaltigungsvorwürfe; nach Aussagen von Marco Gödde und Michael Ochwarth trennte sich die Band von ihm. Er wurde abwechselnd von Christoph Hilger und Jürgen Lenzen (Wuschel) sowie Bernhard Flügger (Berny) ersetzt.

### Weitere Aktivitäten und Neuanfang
1995 veröffentlichte die Band unter dem Bandnamen Härter bis Wolkig das Album Terroristen und 1996 Der 7te Unsinn. 1997 brachten sie mit 100 Jahre HbW und Verbotene Früchte zwei Alben auf den Markt. Sie gingen 1996 auf Brasilientour, spielte 1997 bei Rock am Ring und Rock im Park und wurde zum Viva-Comet in der Kategorie Comedy nominiert. Ab 2002 pausierte die Band nach dem Ausstieg von Marcell Gödde.
Seit Anfang 2012 treten die beiden Gründungsmitglieder Marco Gödde und Michael Ochwart erneut mit einem gemeinsamen Punk-Kabarettprogramm auf. Im gleichen Jahr erschien das Mini-Album Pop Ma$$akker und das Musikvideo „Heiter bis Wolkig als die Schweinepriester – Opus Dei“. 2017 erschien Manifest und 2021 das Album Widerstandslieder mit eigenen Titeln und Coverversionen verschiedener bekannter Musiktitel.

## Die Roten Ratten
Unter dem Namen „Die Roten Ratten“ waren die Mitglieder von Heiter bis Wolkig von 2006 bis 2009 zusammen mit den Musikern von Doc Summer (ehemals Dr. Sommer; der Name wurde 1998 nach einem Rechtsstreit mit der Bravo verboten) auf Tour. Die Formation konzentriert sich auf Rock'n'Roll und Deutschpunk und spielt unter anderem alte HbW-Songs in neuer Inszenierung.
Ihren bislang größten Auftritt hatte diese HbW-Nachfolgeband im Rahmen des Force-Attack-Festivals vor 15.000 Besuchern. Am 5. Oktober 2007 erschien das Album Auferstanden aus Ruinen/Nichtsalsrocken.

## Diskografie

### Studioalben
- 1990: KometenTanz (Musikkassette)
- 1990: S.E.K. – SonderEinsatzKomödie (Musikkassette)
- 1991: PiratenTour (Musikkassette)
- 1993: Musikka Lustikka (MC, CD, LP)
- 1994: Alles Liebe (MC, CD) [unter dem Decknamen „Die Bengels“]
- 1995: Terroristen (MC, CD, LP), als Härter bis Wolkig
- 1996: Der 7te Unsinn (CD)
- 1997: 100 Jahre HbW (CD, LP)
- 1997: Verbotene Früchte (CD)
- 2016: Manifest (CD, LP)
- 2021: Widerstandslieder
- 2022: stay punk stay rebel stay rude (EP)

### Singles und Maxi-Singles
- 1991: Hey Rote Zora (Single Vinyl)
- 1992: Ganz in Schwarz (Maxi-CD)
- 1993: 10 kleine Nazischweine (feat. Slime, Single Vinyl)
- 1993: Faxenkombinat (Single Vinyl)
- 1995: Auf Urlaub (Hilfe, Hilfe) (Maxi-CD) [Härter bis Wolkig]
- 1997: Fick Dich! (Single)
- 2012: Pop Ma$$akker (Maxi-CD)
- 2014: Generation D (Single CD)
- 2014: Pegidamann (feat. Der wahre Heino, Elf und Klaus der Geiger, Download-Single)
- 2024: Verliebt in die KI

### Livealben und Kompilationen
- 1992: S.E.K./PiratenTour (Live-MC)
- 2007: Auferstanden aus Ruinen / Nichtsalsrocken (Split-CD HbW und Die Roten Ratten)

### Videos
- 1992: Piratentour
- 1993: Deutschland, einig Zombieland
- 1994: Das Fest – 7 Jahre HbW

## Belege
1. 1 2 3 4  Schwarz-rote Punkcomedy, Interview mit Marco Gödde auf ox-fanzine.de, Ausgabe #105 Dezember 2012/Januar 2013; abgerufen am 14. April 2024.
2. ↑  Heiter bis Wolkig – S.E.K. – SonderEinsatzKomödie auf discogs.com, abgerufen am 14. April 2024.
3. ↑  Heiter bis Wolkig – Hey, Rote Zora auf discogs.com, abgerufen am 14. April 2024.
4. ↑  Heiter bis Wolkig – Ganz in Schwarz auf discogs.com, abgerufen am 14. April 2024.
5. ↑  Heiter bis Wolkig – Musikka Lustikka auf discogs.com, abgerufen am 14. April 2024.
6. ↑  Der Vergewaltigungskomplex und Heiter bis Wolkig, Stellungnahme von Wolli zu seinem Ausstieg und den Vergewaltigungs-/Sexismusvorwürfen gegen ein Bandmitglied auf nadir.org, 15. April 1994; abgerufen am 14. April 2024.
7. ↑  Der Vergewaltigungskomplex und Heiter bis Wolkig, Stellungnahme der restlichen Band zu den Sexismusvorwürfen nadir.org, April 1994; abgerufen am 14. April 2024.
8. ↑  Alex von Streit: ROTEN RATTEN: HEITER BIS WOLKIG sind zurück. In: Ox-Fanzine. 65 (April/Mai 2006) – (ox-fanzine.de).
9. ↑  Härter bis Wolkig – Terroristen auf discogs.com, abgerufen am 14. April 2024.
10. ↑  Heiter bis Wolkig – Der 7te Unsinn auf discogs.com, abgerufen am 14. April 2024.
11. ↑  Heiter bis Wolkig – 100 Jahre HBW auf discogs.com, abgerufen am 14. April 2024.
12. ↑  Heiter bis Wolkig – Verbotene Früchte auf discogs.com, abgerufen am 14. April 2024.
13. ↑  Heiter bis Wolkig – Pop Ma$$akker auf discogs.com, abgerufen am 14. April 2024.
14. ↑  Heiter bis Wolkig – Manifest auf discogs.com, abgerufen am 14. April 2024.
15. ↑  Heiter bis Wolkig – Widerstandslieder auf discogs.com, abgerufen am 14. April 2024.
16. 1 2  HEITER BIS WOLKIG sind zurück, Interview zu den Roten Ratten mit Michael Ochwart auf ox-fanzine.de, Ausgabe #65 April/Mai 2006; abgerufen am 14. April 2024.